# Rue d'Angiviller
La rue d'Angiviller est une ancienne voie publique de l'ancien 4e arrondissement de Paris, devenu 1er arrondissement. Cette rue est ouverte en 1780 et disparaît lors du percement de la rue de Rivoli en 1854.

## Situation
Située dans l'ancien 4e arrondissement de Paris, quartier Saint-Honoré, cette voie commençait en 1817 à l'angle de la place de l'Oratoire et du 1 rue des Poulies et se terminait aux 4-6 rue de l'Oratoire. Sa perspective donnait juste avant la porte d'entrée latérale historique du temple protestant de l'Oratoire du Louvre, dans l'axe du transept. Le dernier numéro pair, au nord de la rue, était le no 18. Elle n'avait pas de numéros impairs, le côté sud donnant sur l'hôtel d'Angiviller. Sa longueur était de 80 mètres.

## Origine du nom
La rue tirait son nom de l’hôtel d'Angiviller, situé au 4 rue de l'Oratoire, dont les jardins clos longeaient la rue au sud jusqu'à l'angle de la place de l'Oratoire. Charles Claude Flahaut de La Billarderie, comte d'Angiviller, est directeur général des bâtiments du roi Louis XVI de 1774 à 1791.

## Historique

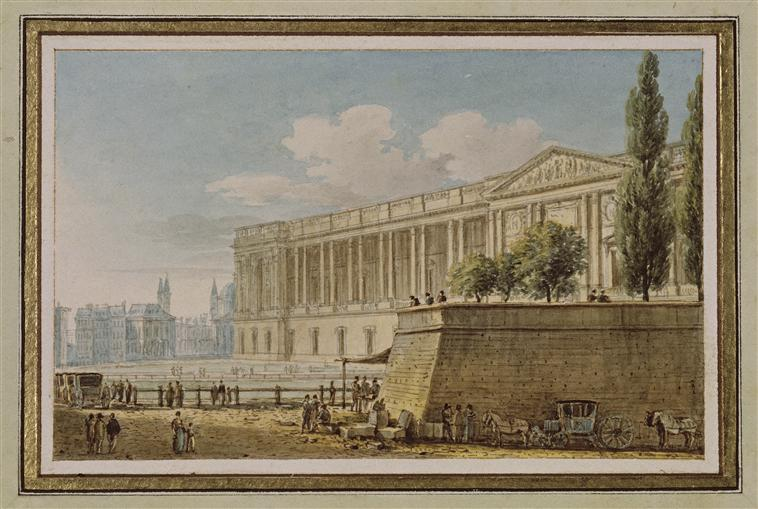
Vue du palais du Louvre depuis la rue des Poulies et d'Angiviller. Au premier plan, l'angle de la terrasse des jardins de l'hôtel d'Angiviller.

La rue est ouverte en 1780, entre la rue des Poulies et de l'Oratoire dans le cadre d'une spéculation immobilière menée par Étienne Navault, receveur des domaines de la généralité de Lyon. Elle passe sur l'ancien hôtel d’Évreux, d’Étampe, de Clermont et de Crequy.
L'architecte Nicolas Lenoir construit dans l’îlot du nord un ensemble de cent travées de sept niveaux sous une forte corniche dorique qui impressionne par son austérité et sa monumentalité. Au sud se trouve l'hôtel d'Angiviller et ses jardins, sur l'emplacement de l'ancien hôtel de Cipierre, d'Argenson et de Conti. Une décision ministérielle du 17 brumaire an XI (1802), signée Chaptal, fixe la largeur de la rue à 10 mètres.
En 1802, la cantatrice Sophie Arnould habite à l’hôtel d’Angivillier et y meurt. En 1802-1803, Stendhal loge au cinquième étage du n°153 de cette rue,.
De 1850 à 1854, l'hôtel d’Angiviller sert de mairie à l'ancien 4e arrondissement de Paris.
En 1854, la rue disparaît avec les travaux de percement de la rue de Rivoli,. Au no 4 de la rue de l'Oratoire, est bâtie à l'emplacement de la rue d'Angiviller une maison presbytérale pour le temple de l'Oratoire du Louvre par l'architecte Victor Baltard, lui-même protestant. Elle est le siège du Consistoire de l'église réformée de Paris (créé en 1802 avec le régime concordataire, le Consistoire disparaît en 1905 et devient le nom d'un regroupement informel de paroisses), du Diaconat général et du conseil presbytéral de Paris (créé en 1852, il est divisé en paroisses en 1882).